# Rue Fondary
Pour les articles homonymes, voir Fondary.
La rue Fondary est une rue du 15e arrondissement de Paris.

## Situation et accès
La rue Fondary est une voie publique située dans le 15e arrondissement de Paris. Elle débute au 23, rue de Lourmel et se termine au 40, rue de la Croix-Nivert. C'est une rue à sens unique, accessible uniquement en direction de la rue de la Croix-Nivert.
Elle croise la rue Violet et la rue du Commerce. La rue Henri-Duchène, la rue Tournus, la rue Ginoux, la rue Gaston-de-Caillavet et la rue Beaugrenelle commencent ou aboutissent rue Fondary.

## Origine du nom
Cette rue rend hommage à M. Fondary, maire de Vaugirard de 1821 à 1830, un des fondateurs du village de Grenelle. Celui-ci a aussi donné son nom à la villa Fondary, qui débute au 81, rue Fondary et se termine en impasse.

## Historique
Ancienne voie de la commune de Grenelle, elle est créée vers 1837 dans le cadre du développement du lotissement Violet. Elle intègre la nomenclature des rues de Paris par décret du 23 mai 1863 et prend son nom actuel en 1867.
Cette rue est le théâtre de deux affaires criminelles — ayant toutes deux fait deux morts — abondamment commentées par la presse.
- Survenue fin 1923[3], la première, du fait de l'origine du meurtrier, imprime dans les esprits la peur des indigènes algériens et est une des raisons de la création du Service de surveillance et de protection des indigènes nord-africains (SSPINA) en 1925. Le SSPINA est une création du Conseil municipal de Paris dont les différents services sont placés sous la responsabilité directe du cabinet du préfet de police[4].
- La seconde affaire est liée à l'incendie volontaire en début de soirée le 3 août 2016, accompagné d'une forte explosion, d'un appartement situé au numéro 42 de la rue[5]. Après la découverte du corps carbonisé d'une escort girl espagnole, dont la mort a été provoquée par le sinistre, puis, le 23 septembre suivant, de celui d'une prostituée colombienne dans une cave de la rue Sauffroy, qui aurait en fait été poignardée dans l'appartement de la rue Fondary la veille de l'incendie, l'enquête conduit à l'arrestation de sept individus[6].

## Bâtiments remarquables et lieux de mémoire
- No 6 : chapelle Notre-Dame-de-Grâce de Grenelle, de l'ancien cercle catholique d'ouvriers. L'abbé Pierre-Victor Braun a fondé ici en 1866 la congrégation des sœurs Servantes du Sacré-Cœur de Jésus[7].
- No 12 : école élémentaire Fondary. Le réalisateur Jean Benoit-Lévy lui consacre un court-métrage sorti en 1924 : La Fleur artificielle à l’école de la rue Fondary, faisant la promotion des cours d'enseignement professionnel spécialisés dans les techniques de fabrication de fleurs artificielles qui avaient alors lieu dans ces locaux[8].
- No 13 : Association consistoriale israélite de Paris.
- No 24 : Lycée Roger-Verlomme.
- No 25 : Assemblées de Dieu des pentecôtistes.
- No 32 : au début du XXe siècle, siège de l'Office français du travail féminin à domicile créé par Gabrielle Duchêne et de la section française du Comité international des femmes pour la paix permanente, fondé par la même personne. En 1915, le « scandale de la rue Fondary » s'y déroule, à la suite de la publication par le comité d'une brochure pacifiste[9].

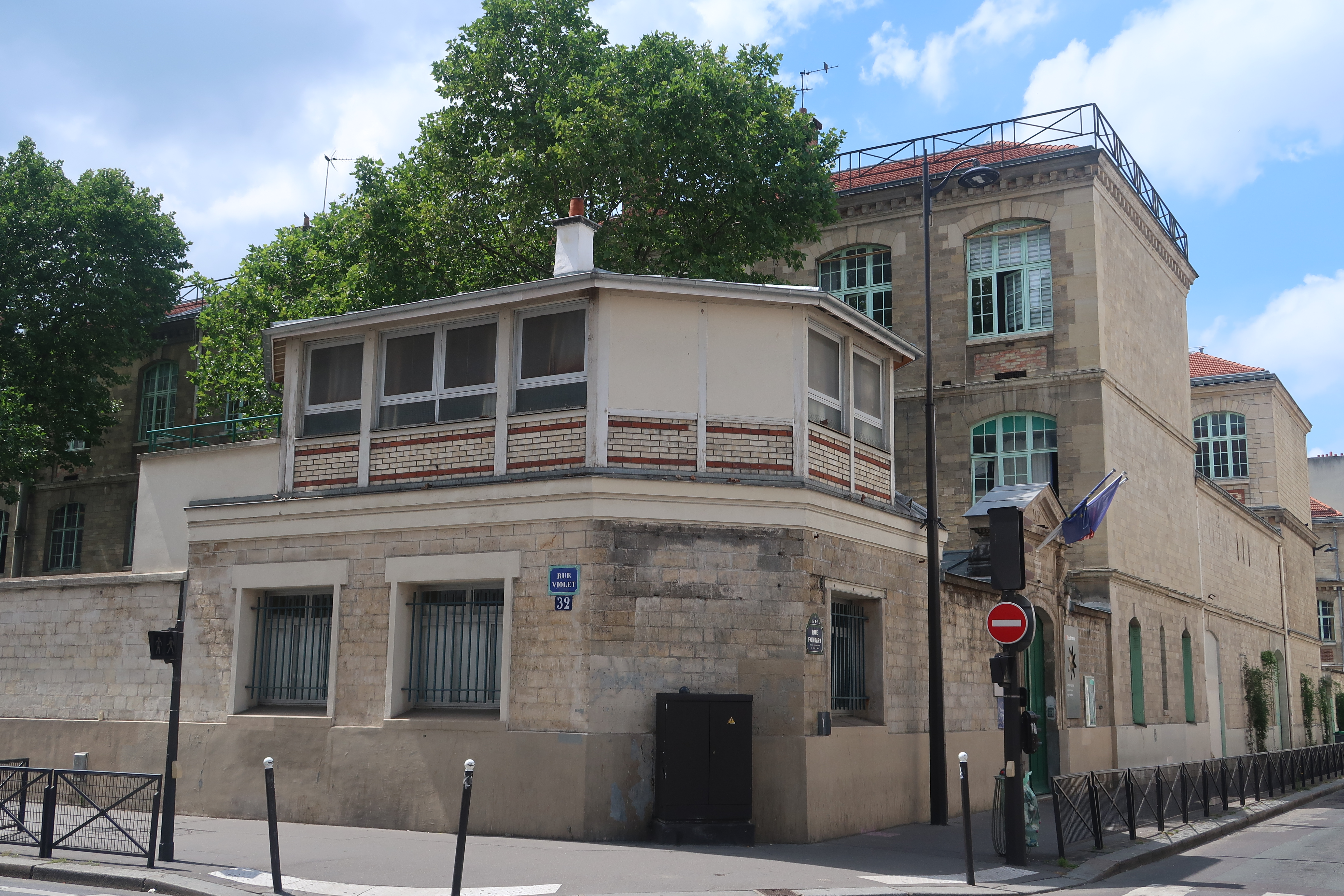
Lycée Roger-Verlomme au no 24.
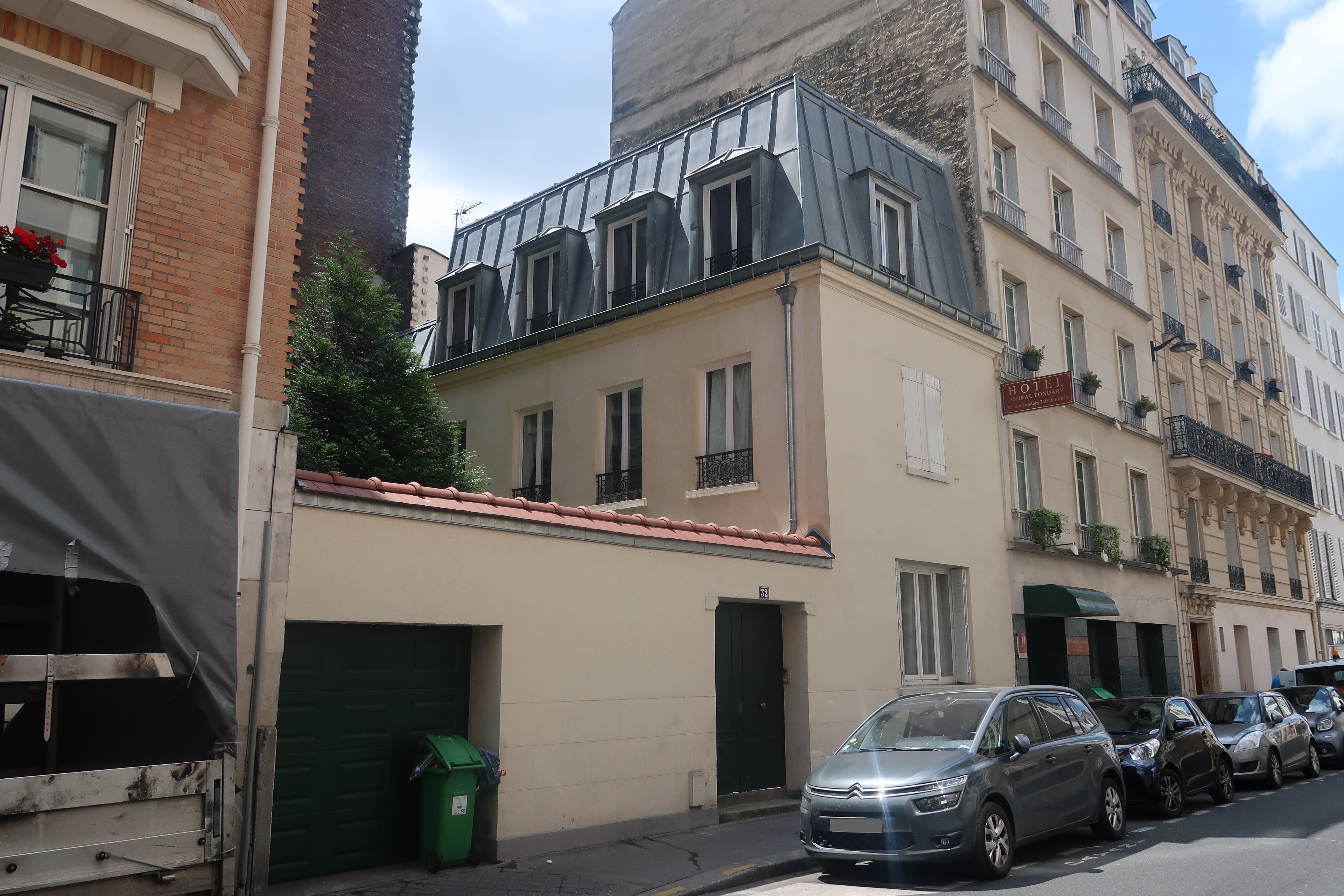
No 32.